# Tweede Kamerverkiezingen in het kiesdistrict Ede

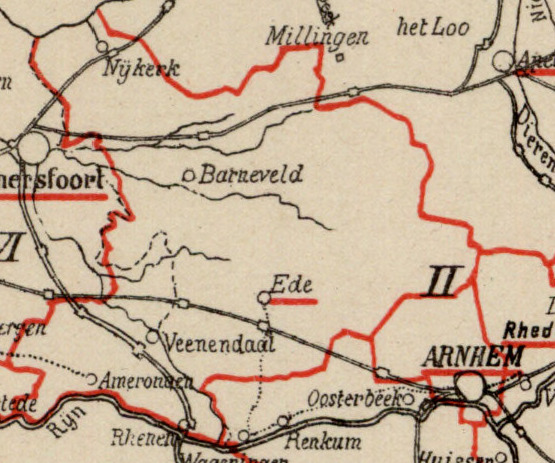
Kiesdistrict Ede (1888)

Tweede Kamerverkiezingen in het kiesdistrict Ede geeft een overzicht van verkiezingen voor de Nederlandse Tweede Kamer in het kiesdistrict Ede in de periode 1888-1918.
Het kiesdistrict Ede werd ingesteld na de grondwetsherziening van 1887. Tot het kiesdistrict behoorden de volgende gemeenten: Amerongen, Barneveld, Ede, Hoevelaken, Leersum, Nijkerk, Renswoude, Rhenen, Scherpenzeel en Veenendaal.
Het kiesdistrict Ede vaardigde in dit tijdvak per zittingsperiode één lid af naar de Tweede Kamer. 
Legenda
- cursief: in de eerste verkiezingsronde geëindigd op de eerste of tweede plaats, en geplaatst voor de tweede ronde;
- vet: gekozen als lid van de Tweede Kamer.

## 6 maart 1888
De verkiezingen werden gehouden na vervroegde ontbinding van de Tweede Kamer.
|                    | 6 maart |
| ------------------ | ------- |
| Kiesgerechtigden   | 2.844   |
| Opkomst            | 2.394   |
| Geldige stemmen    | 2.366   |
| Blanco stemmen     | 23      |
| Kandidaten         |         |
| L.W.C. Keuchenius  | 1.439   |
| C.J.E. van Bylandt | 918     |

## 15 mei 1888
Levinus Keuchenius, gekozen bij de verkiezingen van 6 maart 1888, nam zijn benoeming niet aan vanwege zijn toetreding op 21 april 1888 tot het na de verkiezingen geformeerde kabinet-Mackay. Om in de ontstane vacature te voorzien werd een naverkiezing gehouden. 
|                       | 15 mei |
| --------------------- | ------ |
| Kiesgerechtigden      | 2.844  |
| Opkomst               | 2.070  |
| Geldige stemmen       | 2.051  |
| Blanco stemmen        | 15     |
| Kandidaten            |        |
| C.M.E. van Löben Sels | 1.253  |
| C.J.E. van Bylandt    | 791    |

## 9 juni 1891
De verkiezingen werden gehouden na ontbinding van de Tweede Kamer.
|                       | 9 juni |
| --------------------- | ------ |
| Kiesgerechtigden      | 2.884  |
| Opkomst               | 2.321  |
| Geldige stemmen       | 2.299  |
| Blanco stemmen        | 19     |
| Kandidaten            |        |
| C.M.E. van Löben Sels | 1.160  |
| A.W.van Borssele      | 1.135  |

## 10 april 1894
De verkiezingen werden gehouden na vervroegde ontbinding van de Tweede Kamer.
|                         | 10 april | 24 april |
| ----------------------- | -------- | -------- |
| Kiesgerechtigden        | 2.923    | 2.923    |
| Opkomst                 | 1.928    | 2.444    |
| Geldige stemmen         | 1.907    | 2.419    |
| Blanco stemmen          | 58       | 21       |
| Kandidaten              |          |          |
| A.W. van Borssele       | 528      | 1.471    |
| C.M.E. van Löben Sels   | 725      | 947      |
| C.J. van Eeghen         | 331      |          |
| A.F. de Savornin Lohman | 311      |          |

## 15 juni 1897
De verkiezingen werden gehouden na ontbinding van de Tweede Kamer.
|                             | 15 juni |
| --------------------------- | ------- |
| Kiesgerechtigden            | 5.769   |
| Opkomst                     | 4.594   |
| Geldige stemmen             | 4.521   |
| Blanco stemmen              | 73      |
| Kandidaten                  |         |
| L.H.J.M. van Asch van Wijck | 2.744   |
| A.W.J.J. van Nagell         | 1.245   |
| A.W. van Borssele           | 532     |

## 14 juni 1901
De verkiezingen werden gehouden na ontbinding van de Tweede Kamer.
|                             | 14 juni |
| --------------------------- | ------- |
| Kiesgerechtigden            | 5.877   |
| Kandidaten                  |         |
| L.H.J.M. van Asch van Wijck |         |

Van Asch van Wijck was de enige kandidaat; hij werd zonder nadere stemming gekozen verklaard.

## 25 februari 1903
Lodewijk van Asch van Wijck, gekozen bij de verkiezingen van 14 juni 1901, trad op 1 februari 1903 af vanwege zijn benoeming als lid van de Centrale Raad van Beroep. Om in de ontstane vacature te voorzien werd een tussentijdse verkiezing gehouden.
|                  | 25 februari |
| ---------------- | ----------- |
| Kiesgerechtigden | 6.024       |
| Opkomst          | 3.809       |
| Geldige stemmen  | 3.729       |
| Blanco stemmen   | 80          |
| Kandidaten       |             |
| M.A. Brants      | 2.437       |
| W.H. de Beaufort | 1.292       |

## 16 juni 1905
De verkiezingen werden gehouden na ontbinding van de Tweede Kamer.
|                  | 16 juni |
| ---------------- | ------- |
| Kiesgerechtigden | 6.762   |
| Opkomst          | 4.665   |
| Geldige stemmen  | 4.565   |
| Blanco stemmen   | 100     |
| Kandidaten       |         |
| M.A. Brants      | 3.075   |
| P. Tideman       | 1.283   |
| S. Lindeman      | 207     |

## 31 januari 1907
Maurits Anton Brants, gekozen bij de verkiezingen van 16 juni 1905, trad op 1 januari 1907 af vanwege zijn benoeming als burgemeester van Schiedam. Om in de ontstane vacature te voorzien werd een tussentijdse verkiezing gehouden.
|                  | 31 januari |
| ---------------- | ---------- |
| Kiesgerechtigden | 6.785      |
| Opkomst          | 4.787      |
| Geldige stemmen  | 4.725      |
| Blanco stemmen   | 62         |
| Kandidaten       |            |
| S. van Citters   | 3.164      |
| P. Tideman       | 1.338      |
| M. Mendels       | 223        |

## 11 juni 1909
De verkiezingen werden gehouden na ontbinding van de Tweede Kamer.
|                                | 11 juni | 23 juni |
| ------------------------------ | ------- | ------- |
| Kiesgerechtigden               | 7.688   | 7.688   |
| Opkomst                        | 5.953   | 6.741   |
| Geldige stemmen                | 5.830   | 6.713   |
| Blanco stemmen                 | 123     | 28      |
| Kandidaten                     |         |         |
| G.J.A. Schimmelpenninck        | 2.749   | 4.134   |
| J.W. Rudolph                   | 2.522   | 2.579   |
| J.C.J.B.A. de Josselin de Jong | 405     |         |
| S. Lindeman                    | 154     |         |

## 27 juli 1909
Schelto van Citters, gekozen bij de verkiezingen van 31 januari 1907, trad op 9 juli 1909 af vanwege zijn benoeming als Commissaris van de Koningin in Gelderland.  Om voor het resterende deel van de zittingsperiode tot 21 september 1909 in de ontstane vacature te voorzien werd een tussentijdse verkiezing gehouden.
|                   | 27 juli |
| ----------------- | ------- |
| Kiesgerechtigden  | 7.688   |
| Kandidaten        |         |
| W. van Manen Jzn. |         |

Van Manen was de enige kandidaat; hij werd zonder nadere stemming gekozen verklaard.

## 17 juni 1913
De verkiezingen werden gehouden na ontbinding van de Tweede Kamer.
|                         | 17 juni |
| ----------------------- | ------- |
| Kiesgerechtigden        | 8.788   |
| Opkomst                 | 7.066   |
| Geldige stemmen         | 6.951   |
| Blanco stemmen          | 115     |
| Kandidaten              |         |
| G.J.A. Schimmelpenninck | 3.530   |
| H.C. Dresselhuys        | 379     |
| A.van der Poel          | 367     |
| M. Jongebreur           | 19      |

## 15 juni 1917
De verkiezingen werden gehouden na ontbinding van de Tweede Kamer.
|                         | 15 juni |
| ----------------------- | ------- |
| Kiesgerechtigden        | 9.412   |
| Kandidaten              |         |
| G.J.A. Schimmelpenninck |         |

De zeven in de vorige Tweede Kamer vertegenwoordigde partijen hadden afgesproken in elkaars kiesdistricten geen tegenkandidaten te stellen. Schimmelpenninck was derhalve de enige kandidaat; hij werd zonder nadere stemming gekozen verklaard.

## Opheffing
De verkiezing van 1917 was de laatste verkiezing voor het kiesdistrict Ede. In 1918 werd voor verkiezingen voor de Tweede Kamer overgegaan op een systeem van evenredige vertegenwoordiging met kandidatenlijsten van politieke partijen.